# Московское городское научное общество терапевтов
Московское городское научное общество терапевтов (МГНОТ, ранее: Московское медицинское общество; Московское терапевтическое общество; Всесоюзное научное общество терапевтов; Московское общество терапевтов) — старейшее научное профессиональное медицинское общество России.
Организовано в 1875 году при Московском университете, первоначальная цель общества состояла в развитии «научно-практической медицины путём единодушной содружественной деятельности врачей».

## История создания общества
В конце XVIII века общественность России осознала необходимости повышения здоровья населения путем внедрения гигиены, и стали появляться научно-просветительcкие общества. В 1765 было создано «Вольное экономическое общество», одной из целей которого являлась пропаганда гигиенических знаний. В 1804 году «по высочайшему повелению» Императора для «содействия успехам естественных наук вообще и медицинских в особенности» было основано «Общество соревнования врачебных и физических наук» при Московском университете. Главной его целью было «составление физической и врачебной истории столичного города Москвы и его окрестностей». Это общество было в 1845 году переименовано в Московское физико-медицинское общество и распущено в 1917 году. В 1834 в Москве и Санкт-Петербурге было организовано Общество русских врачей, и по его образцу создано свыше 50 губернских медицинских обществ (сохранились документы о 28 медицинских обществах, возникших в 1858—1864 годах).
В 1875 при медицинском факультете Императорского Московского университета было основано Московское медицинское общество при активном участии профессоров В. Д. Шервинского и А. Ф. Фохта.
Устав Московского медицинского общества был принят 4 октября 1875 г. Оно выделилось из физического общества Московского университета, среди учредителей были врачи Н. Ф. Филатов и В. Д. Шервинский. Заседания проводились в Политехническом музее, а с 1885 года были перенесены в аудитории Московского Университета и 1-го Московского медицинского института, позже переименованного в Первый Московский государственный университет им. И. М. Сеченова.
Образование в начале 1890-х годов новых специальных медицинских обществ при Московском университете заставило общество ходатайствовать об изменении своего устава и названия.
С 1895 по 1917 годы общество именовалось «Московское терапевтическое общество, состоящее при Императорском Московском университете».
В 1920-е общество было переименовано в Московское общество терапевтов.
В 1962 г. общество стало называться «Московское городское научное общество терапевтов».

## Председатели и состав Общества
За историю существования общества его возглавляли 13 человек, некоторые избирались дважды:
- Егор Арсеньевич Покровский (1875—1877)
- Алексей Александрович Остроумов (1877—1888)
- Александр Алексеевич Бобров (1889—1892)
- Константин Михайлович Павлинов (1893—1899)
- Василий Дмитриевич Шервинский (1899—1924)
- Максим Петрович Кончаловский (1924—1933, 1937—1941)
- Дмитрий Дмитриевич Плетнёв (1933—1937)
- Владимир Никитич Виноградов (1945—1952, 1957—1964)
- Николай Александрович Куршаков (1953—1955)
- Евгений Михайлович Тареев (1955—1957, 1964—1969)
- Владимир Харитонович Василенко (1969—1987)
- Андрей Иванович Воробьёв (1987—2013)
- Павел Андреевич Воробьёв (с 2013 г).

В начале XX века состав общества был представлен должностными лицами Общества (казначей, секретарь, Председатель), Почетными членами Общества, среди которых было много известных иностранных врачей, членами-корреспондентами и действительными членами Общества. Число членов общества было менее 200 человек. В 60-90-е годы XX века число членов общества составляло от 300 до 400 человек, была большая посещаемость заседаний — обычно присутствовало от 100 до 150 человек. С конца 90-х годов XX века МГНОТ — юридическое лицо, располагающие своими расчетными счетами, бухгалтерией. Число членов МГНОТ более 1500 человек.
Состав Правления в 2004 г: А. И. Воробьёв (Председатель), Ф. Т. Агеев, В. Н. Ардашев, З. С. Баркаган, А. С. Белевский, Ю. Н. Беленков, Ю. Б. Белоусов, И. Н. Бокарев, В. И. Бурцев, Е. Ю. Васильева, В. А. Галкин, М. Г. Глезер, Е. Е. Гогин, А. П. Голиков, Д. И. Губкина, Н. Г. Гусева, Л. И. Егорова, В. М. Емельяненко, Р. М. Заславская, Г. Г. Иванов, В. Т. Ивашкин, А. В. Калинин, А. В. Каляев, М. И. Кечкер, А. А. Кириченко, В. М. Клюжев, Ф. И. Комаров, Б. М. Корнев, Л. Б. Лазебник, В. И. Маколкин, И. В. Мартынов, А. С. Мелентьев, В. С. Моисеев, Н. А. Мухин, Е. Л. Насонов, В. А. Насонова, Л. И. Ольбинская, Н. Р. Палеев, М. А. Пальцев, В. А. Парфенов, А. В. Погожева, А. В. Покровский, В. И. Покровский, А. Л. Раков, В. Г. Савченко, В. В. Серов, В. Б. Симоненко, А. И. Синопальников, В. С. Смоленский, Г. И. Сторожаков, А. В. Сумароков, А. Л. Сыркин, С. Н. Терещенко, В. П. Тюрин, А. И. Хазанов, Е. И. Чазов, А. Г. Чучалин, В. В. Цурко (ревизионная комиссия), Т. В. Шишкова, Н. А. Шостак, А. В. Шпектор, Н. Д. Ющук, В. Б. Яковлев. Организационно-технические мероприятия осуществлялись П. А. Воробьёвым, Е. Н. Кочиной, Л. А. Положенковой, Л. В. Сидоровой, Л. И. Цветковой.
В 2015 г. было  сформировано два органа:  Правление, осуществляющее непосредственную деятельность по формированию повестки дня и выступлениям и Президиум, осуществляющий общую научную координацию деятельности Общества.
Состав Правления в 2015 г.: П. А. Воробьёв (Председатель), В. Н. Ардашев, В. В. Власов,  М. Г. Глезер, Л. И. Дворецкий, А. А. Зайцев, Л. Б. Лазебник, Б. Л. Лихтерман, В. С. Моисеев, Н. А. Мухин, Е. Л. Насонов, Ю. В. Овчинников, В. А. Парфенов, В. И. Подзолков, М. П. Савенков, В. Б. Симоненко, А. И. Синопальников, А. Л. Сыркин, Д. А. Сычёв, В. П. Тюрин. В состав Президиума вошли Ю. Н. Беленков, Б. П. Богомолов, В. И. Бурцев, Е. Ю. Васильева, А. И. Воробьев (Почетный Председатель), Ю. Б. Белоусов, И. Н. Бокарев, А. П. Голиков, Д. И. Губкина, О. В. Зайратьянц, Р. М. Заславская, Л. В. Кактурский, Е. Н. Кочина, А. И. Мартынов, Н. Р. Палеев, В. И. Покровский, Л. А. Положенкова, В. А. Сулимов, Е. И. Чазов, А. Г. Чучалин, Т. В. Шишкова, А. В. Шпектор, Н. Д. Ющук, В. Б. Яковлев.
В. В. Цурко по-прежнему возглавляет Ревизионную комиссию.
Организационно-техническую работу выполняют А. П. Воробьёв, М. П. Воробьёв, Н. Н. Голованова, А. В. Зыкова, М. Ю. Нерсесян (ученый секретарь).

## Деятельность Общества
В последней четверти XIX и в начале XX века в терапевтической клинике на Девичьем поле систематически проводились научные конференции московского терапевтического общества, большое количество докладов выносилось на обсуждение общества и съездов врачей.
По инициативе В. Д. Шервинского было создано Общество съездов российских терапевтов, первый съезд проведён в 1909 году. С этого момента было создано Общество российских терапевтов.
Во время первой мировой войны общество активно работало в поддержку военной медицины, в условиях революции 1917 года и гражданской войны продолжало свою деятельность при свечах в нетопленных помещениях. Сведений о работе общества в 1941—1945 не сохранилось. При анализе публикаций материалов с заседаний общества (см.ниже) можно выделить активно обсуждаемые темы: дважды в начале XX века рассматривался вопрос о канализации (Вены и Москвы), неоднократно — вопросы, связанные с организацией медицинской помощи. Более 100 лет обсуждаются различные инфекционные заболевания. В начале XX века — очень много "казуистических" выступлений (описание клинических случаев) — в медицине идёт выделение нозологических форм (заболеваний) по клиническим и лабораторным критериям. В это же время активно  обсуждаются новые на тот момент времени методы диагностики (ЭКГ, биохимия крови, бинауральный стетоскоп, действие радия, рентгеновские лучи и т. д.) и лечения (новые лекарства, физиотерапия, операции, наркоз). Большое внимание в начале XX века уделяется вопросам этики, связи религии и медицины. На всем протяжении работы общества красной нитью проходит военно-медицинская тема: о помощи во время войн и эпидемий, а в конце XX века — техногенными и природными катастрофами.
Общество активно занималось не только научной и публицистической деятельностью. Во время русско-турецкой войны [1] организовало курсы медсестёр и медицинский отряд, в 1896 г. учреждена стипендия для врачей. В 1912 г. Обществом был учреждён Фонд им. Л.Е.Голубина : почти три четверти своего состояния (около 140 тысяч рублей) он завещал на различные нужды Московского университета и его клиник. В начале XX века шло формирование отрядов по борьбе с эпидемиями (тиф), в 1-ю мировую войну — медицинских отрядов. С 2012 г. Общество оплачивает последипломное обучение своих членов в Первом Московском государственном университете им.И.М.Сеченова, с 2018 года - аккредитовано в системе непрерывного медицинского образования (НМО).
Кроме пленарных заседаний, которые проводятся 2 раза в месяц, в МГНОТ ежемесячно работают следующие секции: нефрологии и иммунологии, гастроэнтерологии и эндоскопии, клинической функциональной диагностики, гериатрии, ревматологии, неотложной терапии. С начала 2000-х годов П. А. Воробьёв организовал работу Высшей Школы Терапии МГНОТ. Заседания проводятся 2 раза в месяц.
В 2007 г. по предложению П. А. Воробьёва МГНОТ организовало присуждение ежегодной премии имени Дмитрия Дмитриевича Плетнёва за выдающиеся успехи в развитии российской терапевтической школы. Лауреатами Премии им. Д. Д. Плетнёва стали А. И. Воробьёв (за 2007 г.), В. А. Насонова (за 2008 г.), А. Л. Сыркин (за 2009 г.), Н. А. Мухин (за 2010 г.), Е. Е. Гогин (за 2011 г.), В. Б. Симоненко (за 2012 г.), П. А. Воробьёв (за 2013 г.), Т. В. Шишкова (за 2014 г.), Л. Б. Лазебник (за 2015 г.), Ю.Н.Беленков (за 2016 г.), А.И.Мартынов (за 2017 г.).
С 2014 г. МГНОТ активно участвует в разработке дистанционной системы оказания медицинской помощи жителям отдаленных населенных пунктов России с помощью системы MeDiCase.

## Публикации Общества
- Вестник Московского городского научного общества терапевтов «Московский доктор»
Издаётся поныне[6].
- Труды Московского терапевтического общества.
 Первый год издания — 1896, издание «Трудов» с 1906 г. временно было приостановлено, возобновлено в 1909 году[7].
- Протоколы заседаний Московского терапевтического общества.
Часть протоколов печаталась в «Трудах Московского терапевтического общества при Московском университете»[8].

Важным элементом работы общества была публикация материалов. Информация публиковалась в «Медицинском обозрении», с конца XIX века стали издаваться ежегодно или дважды в год сборники «Труды Московского терапевтического общества».
На страницах «Трудов» печатались протоколы заседаний Общества за 1895—1903, 1904, 1909 и 1910 годы, а в 1904—1909 годах Протоколы заседаний Московского терапевтического общества печатались отдельно.
В дальнейшем материалы заседаний печатались в журналах «Клиническая медицина», «Терапевтический архив», с начала 90-х годов XX века до 2004 г. в журнале «Клиническая геронтология».
С 2004 года стал издаваться «Вестник Московского городского научного общества терапевтов». С 2012 г. начал работать сайт МГНОТ. На сайте публикуются расписанием заседаний и отчётами о проведенных Пленарных заседаний и занятий Высшей Школы терапии МГНОТ, архив газеты «Вестник МГНОТ», видеолекции заседаний Высшей Школы Терапии МГНОТ и некоторых Пленарных заседаний общества.